# Rudolf Kipp
Rudolf Anton Maximilian Kipp (* 8. Mai 1900 in Frankfurt am Main; † 11. Mai 1981 ebendort) war ein deutscher Künstler. Er war als Maler, Bildhauer und Autor tätig.

## Leben und Wirken

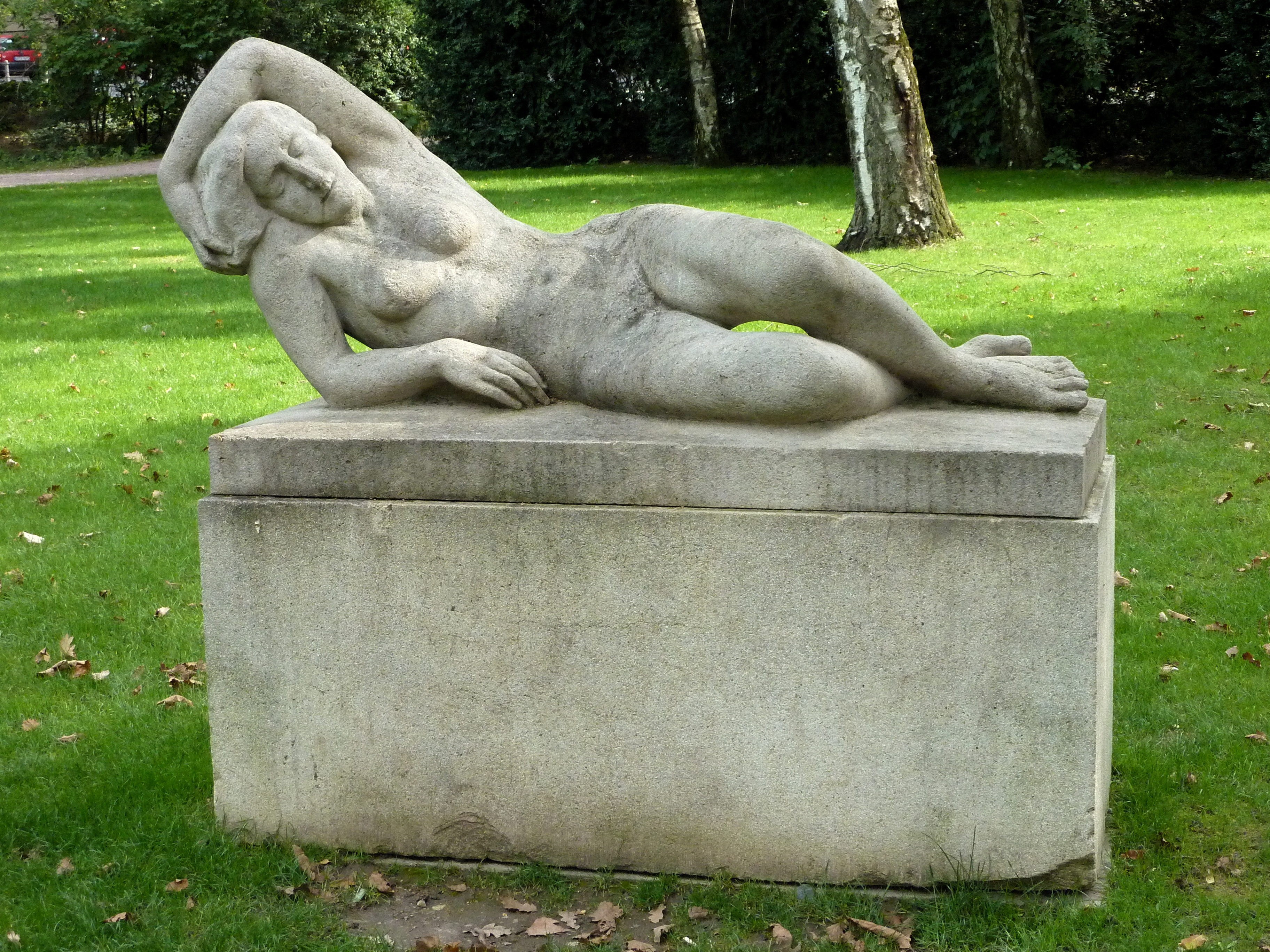
„Liegende“ von Rudolf Kipp in der Taunusanlage in Frankfurt am Main

Rudolf Kipp stammte aus Frankfurt-Sachsenhausen und besuchte die Musterschule in Frankfurt, danach studierte er Bildhauerei an der Kunstgewerbeschule in Frankfurt am Main.
Er schuf Tierplastiken und weibliche Akte sowie Tuschemalereien.
Auftraggeber für seine Werke waren die Stadt Frankfurt am Main, das Land Hessen, das Bürgerhospital, die Städtische Galerie Frankfurt sowie die Farbwerke Hoechst, die alle auch im Besitz von Werken des Künstlers sind.
Bekanntestes Werk ist der weibliche Akt Liegende aus dem Jahr 1937 in der Taunusanlage bzw. den Frankfurter Wallanlagen, somit Kunst im öffentlichen Raum.
Das Frankfurter Städelmuseum besitzt eine Zeichnung eines weiblichen Rückenaktes, stehend aus dem Jahr 1934.
Ab 1960 war er nur noch als Autor tätig und schrieb rund achtzehn Jahre an dem philosophisch-dichterischen Werk Das Ich und der Fremdling.
Rudolf Kipp starb am 11. Mai 1981 in Frankfurt am Main mit 81 Jahren.